# Wilsberg: Folge mir

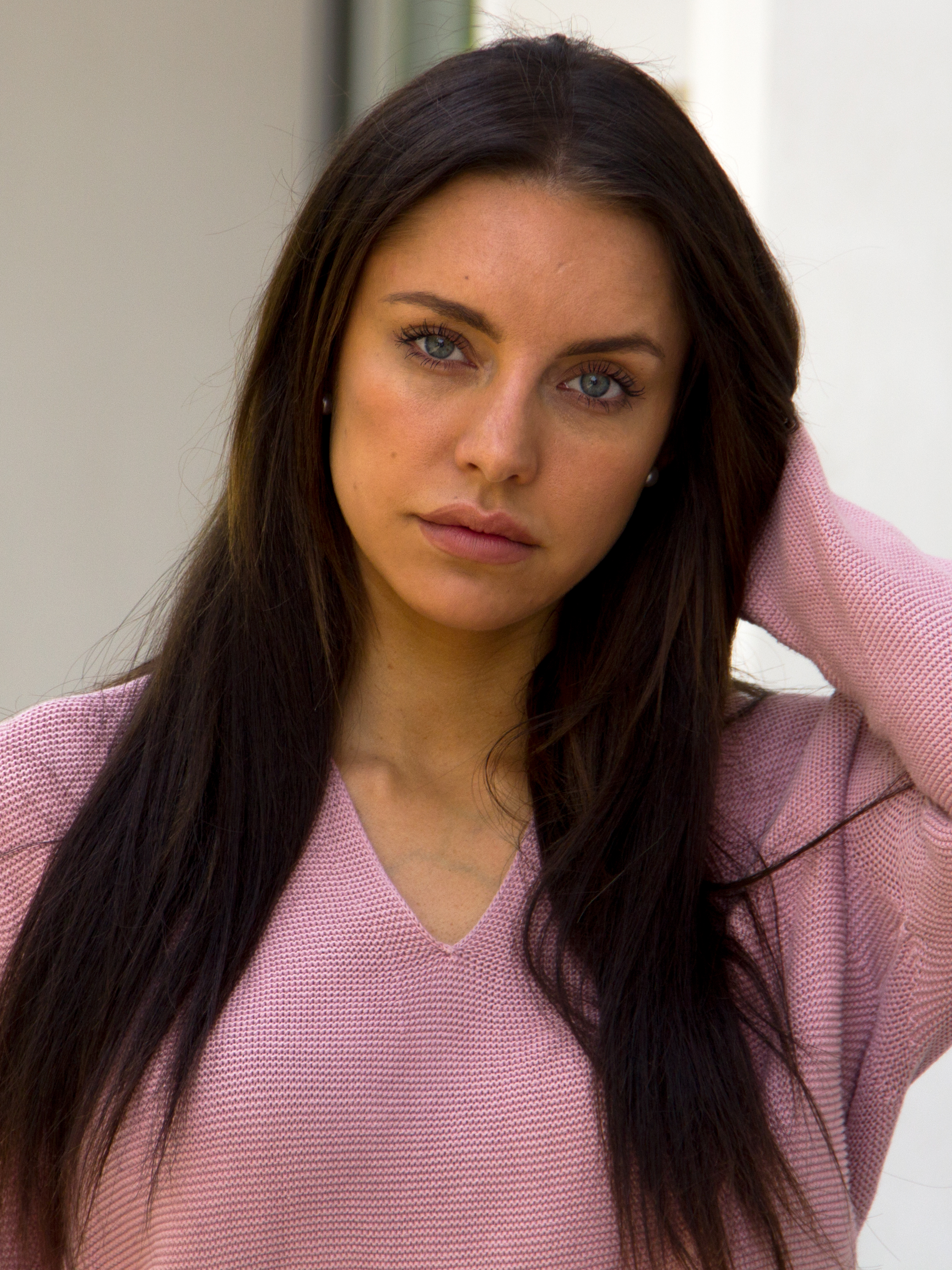
Johanna Ingelfinger spielt Influencerin Bonnie von Laer (Foto von 2019)

Folge mir ist die 78. Folge der Fernsehfilmreihe Wilsberg. Die Folge ist seit dem 11. März 2023 in der ZDFmediathek verfügbar und wurde erstmals am 18.  März 2023 im Samstagabendprogramm des ZDF ausgestrahlt.

## Handlung
Die Journalistin Nadja König wird tot im Stadthafen aufgefunden. Sie wurde offensichtlich von einem Dach gestoßen, kurz nachdem sie Georg Wilsberg als Privatdetektiv engagieren wollte. Deshalb möchte Georg natürlich mehr über den Fall erfahren. Da das Opfer vermeintlich die Jacke der populären Influencerin Bonnie von Laer trug, hätte die Tat auch ihr gelten können. Bonnie berichtet, dass sie Nadja im Studium kennenlernte, doch der Konkurrenzkampf ihre Freundschaft zerstört habe. Letztes Jahr sei Nadjas Mutter dann plötzlich gestorben.
Tessa Tilker kann eine wichtige Akte nicht finden, worauf sie Kanzleichef Grundmann stark unter Druck setzt. Der Health-Food-Hersteller Nutriply hatte ein juristisches Gutachten bei der Kanzlei in Auftrag gegeben, in dem es um hochsensible Informationen geht. Da Bonnie Markenbotschafterin der Firma ist, könnte hier ein Zusammenhang bestehen. Georg und Tessa finden mit einer Abhöraktion heraus, dass es mit dem erfolgreichsten Produkt der Firma Probleme gab. Sie finden auch heraus, dass sich Nadja König als Praktikantin in die beteiligte Werbeagentur eingeschlichen hat, um an Informationen zu gelangen. Schließlich verschaffen sich Georg und Tessa Zugang zu Nadjas versiegelter Wohnung und finden dort die verschwundene Akte.
Merle hat sich auf Wohnungssuche bei Anna einquartiert. An einem auf Papier gedruckten Schild „Folge mir“, das Georg in der Nähe des Opfers im Stadthafen gefunden hat, fällt Merle eine charakteristische Unsauberkeit im Druck auf. Als später Tessas Aufhebungsvertrag den gleichen Druckfehler zeigt, deutet dies auf jemanden in der Kanzlei hin. Bei den weiteren Ermittlungen stellt sich heraus, dass der Kanzleiangestellte Jannis Hilschka Nadja vom Dach gestoßen hat. Nadja hatte sich mit Jannis angefreundet, um über ihn Zugang zur Nutriply-Akte zu erhalten, weil sie die genauen Umstände des Todes ihrer Mutter recherchieren wollte. Der verliebte Jannis hatte im Stadthafen ein Date geplant und dafür das Folge-mir-Schild ausgedruckt, doch als Nadja mit ihm Schluss machte, sei es zu dem Streit mit tödlichem Ausgang gekommen.

## Produktion
Die Dreharbeiten fanden in der Zeit vom 6. Oktober 2021 bis zum 10. Dezember 2021 in Münster und Köln statt.
Der Running Gag Bielefeld erscheint in der 22. Minute, als Bonnie von Laer Wilsberg sagt, das Opfer habe es in ihrer Karriere nur bis ins Volontariat der Bielefeld Times gebracht, die mittlerweile pleite sei.

## Soundtrack
Für den Soundtrack wurden unter anderem folgende Songs verwendet:
- Stretch (Why Did You Do It?, Song im Vorspann) aus dem Jahr 1975.
- Elle King (Ex’s & Oh’s) aus dem Jahr 2014.

## Rezeption

### Kritik
Tilmann P. Gangloff gibt dem Film bei tittelbach.tv insgesamt 4 von 6 möglichen Sternen. Er beschreibt das Drehbuch als wendungsreich, die Ensemblemitglieder seien schlüssig in die Handlung integriert. Einerseits die Hauptbesetzung – Lansink, Russek und Jankowsky seien in den 25 Jahren der Fernsehreihe zu einem Team geworden, dass sich blind verstehe, ohne in Routine zu erstarren. Andererseits die jungen Gäste, die für Schwung sorgten. Das Zusammenspiel von Johanna Ingelfinger und Roland Jankowsky funktioniere ausgezeichnet und sei ein großes Vergnügen.
Oliver Armknecht dagegen kommt in seiner Besprechung von Folge mir bei film-rezensionen.de nur auf 4 von 10 Punkten. Vor allem bemängelt er, dass zu viele Personen mit zu vielen unabhängigen Einzelgeschichten untergebracht wurden, ohne dass sich ein schlüssiges Gesamtkonzept ergibt („Kuddelmuddel aus Themen und Charakteren“). Das Drehbuch würde nicht von größter Kreativität zeugen und wirke wie die Zusammensetzung bekannter Versatzstücke durch eine künstliche Intelligenz. Die Auflösung des Falles samt Mordmotiv werde ohne Bezug zur übrigen Handlung willkürlich „aus dem Zylinder gezaubert“. Fans dürften dennoch auf ihre Kosten kommen, auch weil sich die Dynamik der Hauptfiguren über die Jahre gefestigt habe.

### Einschaltquoten
Die Erstausstrahlung des Films am 18. März 2023 wurde in Deutschland von 7,59 Millionen Zuschauern gesehen und erreichte so einen Marktanteil von 29,3 % für das ZDF.